# Медівник моротайський
Медівни́к моротайський (Philemon fuscicapillus) — вид горобцеподібних птахів родини медолюбових (Meliphagidae). Ендемік Індонезії.

## Опис
Довжина птаха становить 30 см. Забарвлення переважно буре, нижня частина тіла дещо світліша. Навколо очей пляма голої шкіри рожевого кольору. Дзьоб міцний, чорний, з невеликим гребнем біля основи.
Гальмагерська вивільга має майже ідентичний вигляд, що і моротайський медівник. Така імітація допомагає у зниженні агресії медівників по відношенню до дрібніших вивільг.

## Поширення і екологія
Моротайські медівники є ендеміками острова Моротай, що розташований неподалік Хальмахери в провінції Північне Малуку. Вони живуть у вологих рівнинних тропічних лісах, в чагарникових заростях і на плантаціях. Зустрічаються на висоті до 120 м над рівнем моря.

## Збереження
МСОП класифікує цей вид як вразливий. За оцінками дослідників, популяція моротайських медівників становить від 3500 до 15000 птахів. Їм загрожує знищення природного середовища.